# Réserve naturelle de Kabwoya
La réserve naturelle de Kabwoya est une réserve en Ouganda. Elle a été créée en 1980 et couvre 87 km2. Elle se situe dans le district d'Hoima, sur les rives du lac Albert.